# Óscar Diego Gestido
Óscar Diego Gestido Pose (Montevidéu, 28 de novembro de 1901 — 6 de dezembro de 1967) foi um político e militar uruguaio, que serviu como presidente de seu país de 1 de março de 1967 até a sua morte, em 6 de dezembro do mesmo ano. Foi sucedido por seu vice, Jorge Pacheco Areco.
Seu irmão Álvaro Gestido foi o lateral-esquerdo titular da Seleção Uruguaia de Futebol campeã da Copa do Mundo FIFA de 1930. Óscar era descrito como mais talentoso no esporte, mas priorizou a carreira militar, também desenvolvida pelo irmão.

## Carreira militar
Ingressou na Escola Militar em 1917, na qual se graduou como alferes da artilharia em 1921. Dali, ingressou na Escola Militar de Aviação. Em 1925 tornou-se instrutor de voo. Em 1926 realizou um voo solo de Montevidéu a Asunción de ida e volta num biplano italiano SVA-10, durante comemorações cívicas no Paraguai.
Em 1932 tornou-se adido militar do Uruguai na França. Em 1934 atingiu o posto de major da aeronáutica. Em 1936 foi designado o primeiro diretor da Escola Militar de Aeronáutica. No ano seguinte, tornou-se diretor geral de aeronáutica militar e, em 1942, atingiu o posto de coronel.
Em 1946 tornou-se diretor da empresa aérea Pluna, permanecendo até o final do ano. Em 1951, quando a empresa sofreu intervenção, foi nomeado interventor.
Em 1949 atingiu o posto de general.

## Carreira política
Em 1957, já reformado como militar, foi nomeado interventor na Administração de Ferrovias do Estado (AFE), cargo que ocupou até 1959, quando foi nomeado presidente da Comissão Nacional Pró-Ajuda aos atingidos pelas inundações de abril daquele ano. Em 1963 fez parte do Conselho Nacional de Governo, para o período 1963-1966, cargo do qual se afastou para concorrer à presidência, sendo eleito em 1966.
Assumiu a presidência em 1967 quando o país sofria grave crise, com inflação elevada e greves. Gestido foi o primeiro presidente eleito após a constituição uruguaia de 1966, algo que trouxe grandes esperanças com relação a seu governo. Entretanto estas se esvaíram quando, para conter a crise, promoveu a desvalorização do peso e impôs lei marcial para controlar os intercâmbios financeiros.
Ao adotar esta lei, cinco ministros abandonaram seus cargos. A saída de um deles provocou tal cólera em Gestido que este desafiou o ex-ministro para um duelo que não chegou a concretizar-se. As medidas não remediaram a situação econômica do país, e antes que terminasse seu primeiro ano de mandato, faleceu devido a ataque cardíaco.